# Peyton Hendershot
Peyton Hendershot (Lizton, 23 aprile 1999) è un giocatore di football americano statunitense che milita nel ruolo di tight end per i Kansas City Chiefs della National Football League (NFL).

## Carriera

### Dallas Cowboys
Dopo non essere stato scelto nel Draft NFL 2022, Hendershot firmò con i Dallas Cowboys. Alla fine del training camp riuscì a entrare nei 53 uomini del roster per l’inizio della stagione regolare. Nella settimana 7 segnò il suo primo touchdown su una ricezione da 2 yard nella vittoria per 24–6 sui Detroit Lions. La sua prima stagione si chiuse disputando tutte le 17 partite, con 11 ricezioni per 103 yard e 2 marcature. Inoltre giocò anche negli special team.
Hendershot iniziò la stagione 2023 come secondo tight end nelle gerarchie della squadra dietro a Jake Ferguson. Il 12 ottobre fu inserito in lista infortunati per un problema a una caviglia rimediato nel terzo turno. Tornò nel roster attivo il 6 dicembre e chiuse la sua seconda annata con 8 presenze, nessuna delle quali come titolare.

### Kansas City Chiefs
Il 27 agosto 2024 Hendershot fu scambiato con i Kansas City Chiefs per una scelta del settimo giro del Draft 2026. Nove giorni dopo l'inizio della stagione 2024, Hendershot è stato multato di 5.472 dollari per aver spinto il linebacker dei Baltimore Ravens Roquan Smith durante una breve colluttazione. Inoltre, ai Chiefs è stata inflitta una multa di 100.000 dollari.

## Palmarès
American Football Conference Championship: 1
Kansas City Chiefs: 2024